# Yuzuki Satō
Yuzuki Satō (jap. 佐藤ゆづき Satō Yuzuki; ur. 22 stycznia 2007) – japońska skoczkini narciarska, reprezentantka klubu Sapporo Nihon University High School. Medalistka mistrzostw świata juniorów (2023 i 2024).

## Przebieg kariery
W sierpniu 2022 w Einsiedeln zadebiutowała w zawodach FIS Cupu, w pierwszym konkursie stając na podium (3. miejsce), a dzień później zajmując 4. lokatę. 7 stycznia 2023 w Sapporo wystartowała w kwalifikacjach do konkursu Pucharu Świata. Zajęła w nich 45. miejsce, nie awansując do zawodów. W lutym 2023 w Whistler wzięła udział w mistrzostwach świata juniorów – indywidualnie była 28., a w konkursie drużynowym zdobyła złoty medal.

## Mistrzostwa świata juniorów
| Miejsce | Dzień     | Rok  | Miejscowość | Skocznia              | Punkt K | HS     | Konkurs      | Skok 1 | Skok 2 | Nota                  | Strata    | Zwyciężczyni               |
| ------- | --------- | ---- | ----------- | --------------------- | ------- | ------ | ------------ | ------ | ------ | --------------------- | --------- | -------------------------- |
| 28.     | 2 lutego  | 2023 | Whistler    | Whistler Olympic Park | K-95    | HS-104 | indywid.     | 78,0 m | 77,5 m | 145,9 pkt             | 114,8 pkt | Alexandria Loutitt         |
| 1.      | 4 lutego  | 2023 | Whistler    | Whistler Olympic Park | K-95    | HS-104 | druż.        | 82,0 m | 88,0 m | 805,3 pkt (179,9 pkt) | –         | –                          |
| 16.     | 7 lutego  | 2024 | Planica     | Srednja skakalnica    | K-95    | HS-102 | indywid.     | 91,0 m | 92,0 m | 221,2 pkt             | 45,1 pkt  | Tina Erzar                 |
| 2.      | 9 lutego  | 2024 | Planica     | Srednja skakalnica    | K-95    | HS-102 | druż.        | 84,5 m | 87,5 m | 791,9 pkt (205,6 pkt) | 114,6 pkt | Słowenia                   |
| 8.      | 11 lutego | 2024 | Planica     | Srednja skakalnica    | K-95    | HS-102 | druż. miesz. | 87,0 m | 89,0 m | 826,7 pkt (200,2 pkt) | 103,5 pkt | Austria                    |
| 6.      | 12 lutego | 2025 | Lake Placid | MacKenzie Intervale   | K-90    | HS-100 | indywid.     | 88,0 m | 85,0 m | 191,4 pkt             | 50,4 pkt  | Ingvild Synnøve Midtskogen |

## Puchar Świata

### Miejsca w poszczególnych konkursachPucharu Świata
stan po zakończeniu sezonu 2023/2024
| Źródło | Źródło      | Źródło      | Źródło      | Źródło                 | Źródło     | Źródło  | Źródło  | Źródło  | Źródło  | Źródło  | Źródło | Źródło | Źródło       | Źródło       | Źródło     | Źródło     | Źródło     | Źródło     | Źródło | Źródło    | Źródło    | Źródło    | Źródło      | Źródło      | Źródło | Źródło | Źródło | Źródło | Źródło | Źródło | Źródło | Źródło | Źródło | Źródło | Źródło | Źródło | Źródło | Źródło | Źródło | Źródło | Źródło | Źródło | Źródło | Źródło | Źródło | Źródło | Źródło | Źródło | Źródło |
| --- | ----------- | ----------- | ----------- | ---------------------- | ---------- | ------- | ------- | ------- | ------- | ------- | ------ | ------ | ------------ | ------------ | ---------- | ---------- | ---------- | ---------- | ------ | --------- | --------- | --------- | ----------- | ----------- | ------ | ------ | ------ | ------ | ------ | ------ | ------ | ------ | ------ | ------ | ------ | ------ | ------ | ------ | ------ | ------ | ------ | ------ | ------ | ------ | ------ | ------ | ------ | ------ | ------ |
| Sezon 2022/2023 |             |             |             |                        |            |         |         |         |         |         |        |        |              |              |            |            |            |            |        |           |           |           |             |             |        |        |        |        |        |        |        |        |        |        |        |        |        |        |        |        |        |        |        |        |        |        |        |        |        |
| Wisła | Wisła       | Lillehammer | Lillehammer | Titisee-Neustadt       | Villach    | Villach | Ljubno  | Ljubno  | Sapporo | Sapporo | Zaō    | Zaō    | Hinterzarten | Hinterzarten | Willingen  | Willingen  | Hinzenbach | Hinzenbach | Râșnov | Râșnov    | Oslo      | Oslo      | Lillehammer | Lillehammer | Lahti  | punkty |        |        |        |        |        |        |        |        |        |        |        |        |        |        |        |        |        |        |        |        |        |        |        |
| - | -           | -           | -           | -                      | -          | -       | -       | -       | q       | -       | q      | -      | -            | -            | -          | -          | -          | -          | -      | -         | -         | -         | -           | -           | -      | 0      |        |        |        |        |        |        |        |        |        |        |        |        |        |        |        |        |        |        |        |        |        |        |        |
| Sezon 2023/2024 |             |             |             |                        |            |         |         |         |         |         |        |        |              |              |            |            |            |            |        |           |           |           |             |             |        |        |        |        |        |        |        |        |        |        |        |        |        |        |        |        |        |        |        |        |        |        |        |        |        |
| Lillehammer | Lillehammer | Engelberg   | Engelberg   | Garmisch-Partenkirchen | Oberstdorf | Villach | Villach | Sapporo | Sapporo | Zaō     | Ljubno | Ljubno | Willingen    | Willingen    | Hinzenbach | Hinzenbach | Lahti      | Oslo       | Oslo   | Trondheim | Trondheim | Vikersund | Planica     | punkty      | punkty | punkty | punkty | punkty | punkty | punkty | punkty | punkty | punkty | punkty | punkty | punkty | punkty | punkty | punkty | punkty | punkty | punkty |        |        |        |        |        |        |        |
| - | -           | -           | -           | -                      | -          | -       | -       | 37      | -       | -       | -      | -      | -            | -            | -          | -          | -          | -          | -      | -         | -         | -         | -           | 0           | 0      | 0      | 0      | 0      | 0      | 0      | 0      | 0      | 0      | 0      | 0      | 0      | 0      | 0      | 0      | 0      | 0      | 0      |        |        |        |        |        |        |        |
| Legenda |             |             |             |                        |            |         |         |         |         |         |        |        |              |              |            |            |            |            |        |           |           |           |             |             |        |        |        |        |        |        |        |        |        |        |        |        |        |        |        |        |        |        |        |        |        |        |        |        |        |
| 1 2 3 4-10 11-30 poniżej 30 dq – dyskwalifikacja q – dyskwalifikacja w kwalifikacjach q – zawodniczka nie zakwalifikowała się - – zawodniczka nie wystartowała |             |             |             |                        |            |         |         |         |         |         |        |        |              |              |            |            |            |            |        |           |           |           |             |             |        |        |        |        |        |        |        |        |        |        |        |        |        |        |        |        |        |        |        |        |        |        |        |        |        |

## Letnie Grand Prix

### Miejsca w klasyfikacji generalnej
| Sezon | Miejsce |
| ----- | ------- |
| 2023  | 40.     |
| 2024  | 25.     |

### Miejsca w poszczególnych konkursachLGP
stan po zakończeniu LGP 2024
| Źródło | Źródło           | Źródło        | Źródło        | Źródło            | Źródło       | Źródło            | Źródło | Źródło | Źródło | Źródło | Źródło | Źródło | Źródło | Źródło | Źródło | Źródło | Źródło | Źródło | Źródło | Źródło | Źródło | Źródło | Źródło | Źródło | Źródło | Źródło | Źródło | Źródło | Źródło | Źródło | Źródło | Źródło | Źródło | Źródło | Źródło | Źródło | Źródło | Źródło | Źródło | Źródło | Źródło | Źródło | Źródło | Źródło | Źródło | Źródło | Źródło | Źródło | Źródło |
| --- | ---------------- | ------------- | ------------- | ----------------- | ------------ | ----------------- | ------ | ------ | ------ | ------ | ------ | ------ | ------ | ------ | ------ | ------ | ------ | ------ | ------ | ------ | ------ | ------ | ------ | ------ | ------ | ------ | ------ | ------ | ------ | ------ | ------ | ------ | ------ | ------ | ------ | ------ | ------ | ------ | ------ | ------ | ------ | ------ | ------ | ------ | ------ | ------ | ------ | ------ | ------ |
| 2023 |                  |               |               |                   |              |                   |        |        |        |        |        |        |        |        |        |        |        |        |        |        |        |        |        |        |        |        |        |        |        |        |        |        |        |        |        |        |        |        |        |        |        |        |        |        |        |        |        |        |        |
| Courchevel 29.07 | Courchevel 30.07 | Szczyrk 05.08 | Szczyrk 06.08 | Râșnov 23.09      | Râșnov 24.09 | Klingenthal 07.10 | punkty | punkty | punkty | punkty | punkty | punkty | punkty | punkty | punkty | punkty | punkty | punkty | punkty | punkty | punkty | punkty | punkty | punkty | punkty |        |        |        |        |        |        |        |        |        |        |        |        |        |        |        |        |        |        |        |        |        |        |        |        |
| - | -                | -             | -             | 20                | 18           | 32                | 24     | 24     | 24     | 24     | 24     | 24     | 24     | 24     | 24     | 24     | 24     | 24     | 24     | 24     | 24     | 24     | 24     | 24     | 24     |        |        |        |        |        |        |        |        |        |        |        |        |        |        |        |        |        |        |        |        |        |        |        |        |
| 2024 |                  |               |               |                   |              |                   |        |        |        |        |        |        |        |        |        |        |        |        |        |        |        |        |        |        |        |        |        |        |        |        |        |        |        |        |        |        |        |        |        |        |        |        |        |        |        |        |        |        |        |
| Courchevel 13.08 | Courchevel 14.08 | Râșnov 21.09  | Râșnov 22.09  | Klingenthal 05.10 | punkty       | punkty            | punkty | punkty | punkty | punkty | punkty | punkty | punkty | punkty | punkty | punkty | punkty | punkty | punkty | punkty | punkty | punkty | punkty |        |        |        |        |        |        |        |        |        |        |        |        |        |        |        |        |        |        |        |        |        |        |        |        |        |        |
| 28 | 14               | 16            | 15            | q                 | 52           | 52                | 52     | 52     | 52     | 52     | 52     | 52     | 52     | 52     | 52     | 52     | 52     | 52     | 52     | 52     | 52     | 52     | 52     |        |        |        |        |        |        |        |        |        |        |        |        |        |        |        |        |        |        |        |        |        |        |        |        |        |        |
| Legenda |                  |               |               |                   |              |                   |        |        |        |        |        |        |        |        |        |        |        |        |        |        |        |        |        |        |        |        |        |        |        |        |        |        |        |        |        |        |        |        |        |        |        |        |        |        |        |        |        |        |        |
| 1 2 3 4-10 11-30 poniżej 30 dq – dyskwalifikacja q – dyskwalifikacja w kwalifikacjach q – zawodniczka nie zakwalifikowała się - – zawodniczka nie wystartowała |                  |               |               |                   |              |                   |        |        |        |        |        |        |        |        |        |        |        |        |        |        |        |        |        |        |        |        |        |        |        |        |        |        |        |        |        |        |        |        |        |        |        |        |        |        |        |        |        |        |        |

## Puchar Interkontynentalny

### Miejsca w klasyfikacji generalnej
| Sezon     | Miejsce |
| --------- | ------- |
| 2024/2025 | 52.     |

### Miejsca na podium w konkursach indywidualnych Pucharu Interkontynentalnego chronologicznie
| Lp. | Dzień    | Rok  | Miejscowość | Skocznia     | Punkt K | HS     | Skok 1  | Skok 2  | Nota      | Lok. | Strata   | Zwyciężczyni  |
| --- | -------- | ---- | ----------- | ------------ | ------- | ------ | ------- | ------- | --------- | ---- | -------- | ------------- |
| 1.  | 15 marca | 2025 | Lahti       | Salpausselkä | K-116   | HS-130 | 111,5 m | 123,0 m | 220,2 pkt | 3.   | 24,6 pkt | Emely Torazza |

### Miejsca w poszczególnych konkursachPucharu Interkontynentalnego
stan po zakończeniu sezonu 2024/2025
| Źródło                                                                            | Źródło            | Źródło        | Źródło        | Źródło      | Źródło      | Źródło              | Źródło              | Źródło         | Źródło         | Źródło        | Źródło        | Źródło      | Źródło      | Źródło | Źródło | Źródło | Źródło | Źródło | Źródło | Źródło | Źródło | Źródło | Źródło | Źródło | Źródło | Źródło | Źródło | Źródło | Źródło | Źródło | Źródło | Źródło | Źródło | Źródło | Źródło | Źródło | Źródło | Źródło | Źródło |
| --------------------------------------------------------------------------------- | ----------------- | ------------- | ------------- | ----------- | ----------- | ------------------- | ------------------- | -------------- | -------------- | ------------- | ------------- | ----------- | ----------- | ------ | ------ | ------ | ------ | ------ | ------ | ------ | ------ | ------ | ------ | ------ | ------ | ------ | ------ | ------ | ------ | ------ | ------ | ------ | ------ | ------ | ------ | ------ | ------ | ------ | ------ |
| Sezon 2024/2025                                                                   |                   |               |               |             |             |                     |                     |                |                |               |               |             |             |        |        |        |        |        |        |        |        |        |        |        |        |        |        |        |        |        |        |        |        |        |        |        |        |        |        |
| Zhangjiakou HS106                                                                 | Zhangjiakou HS106 | Notodden HS98 | Notodden HS98 | Falun HS100 | Falun HS100 | Bischofshofen HS142 | Bischofshofen HS142 | Eisenerz HS109 | Eisenerz HS109 | Oberhof HS100 | Oberhof HS100 | Lahti HS130 | Lahti HS130 | punkty | punkty | punkty | punkty | punkty | punkty | punkty | punkty | punkty | punkty | punkty | punkty | punkty | punkty | punkty | punkty | punkty | punkty | punkty |        |        |        |        |        |        |        |
| -                                                                                 | -                 | -             | -             | -           | -           | -                   | -                   | -              | -              | -             | -             | -           | 3           | 60     | 60     | 60     | 60     | 60     | 60     | 60     | 60     | 60     | 60     | 60     | 60     | 60     | 60     | 60     | 60     | 60     | 60     | 60     |        |        |        |        |        |        |        |
| Legenda                                                                           |                   |               |               |             |             |                     |                     |                |                |               |               |             |             |        |        |        |        |        |        |        |        |        |        |        |        |        |        |        |        |        |        |        |        |        |        |        |        |        |        |
| 1 2 3 4-10 11-30 poniżej 30 dq – dyskwalifikacja - – zawodniczka nie wystartowała |                   |               |               |             |             |                     |                     |                |                |               |               |             |             |        |        |        |        |        |        |        |        |        |        |        |        |        |        |        |        |        |        |        |        |        |        |        |        |        |        |

## Puchar Kontynentalny

### Miejsca w klasyfikacji generalnej
| Sezon     | Miejsce |
| --------- | ------- |
| 2022/2023 | 21.     |

### Miejsca w poszczególnych konkursachPucharu Kontynentalnego
| Źródło                                                                            | Źródło    | Źródło   | Źródło   | Źródło   | Źródło   | Źródło | Źródło | Źródło | Źródło | Źródło | Źródło | Źródło | Źródło | Źródło | Źródło | Źródło | Źródło | Źródło | Źródło | Źródło | Źródło | Źródło | Źródło | Źródło | Źródło | Źródło | Źródło | Źródło | Źródło | Źródło | Źródło | Źródło | Źródło | Źródło | Źródło | Źródło | Źródło | Źródło | Źródło |
| --------------------------------------------------------------------------------- | --------- | -------- | -------- | -------- | -------- | ------ | ------ | ------ | ------ | ------ | ------ | ------ | ------ | ------ | ------ | ------ | ------ | ------ | ------ | ------ | ------ | ------ | ------ | ------ | ------ | ------ | ------ | ------ | ------ | ------ | ------ | ------ | ------ | ------ | ------ | ------ | ------ | ------ | ------ |
| Sezon 2022/2023                                                                   |           |          |          |          |          |        |        |        |        |        |        |        |        |        |        |        |        |        |        |        |        |        |        |        |        |        |        |        |        |        |        |        |        |        |        |        |        |        |        |
| Vikersund                                                                         | Vikersund | Notodden | Notodden | Eisenerz | Eisenerz | Lahti  | Lahti  | punkty | punkty | punkty | punkty | punkty | punkty | punkty | punkty | punkty | punkty | punkty | punkty | punkty | punkty | punkty | punkty | punkty | punkty | punkty |        |        |        |        |        |        |        |        |        |        |        |        |        |
| 7                                                                                 | 4         | -        | -        | -        | -        | -      | -      | 86     | 86     | 86     | 86     | 86     | 86     | 86     | 86     | 86     | 86     | 86     | 86     | 86     | 86     | 86     | 86     | 86     | 86     | 86     |        |        |        |        |        |        |        |        |        |        |        |        |        |
| Legenda                                                                           |           |          |          |          |          |        |        |        |        |        |        |        |        |        |        |        |        |        |        |        |        |        |        |        |        |        |        |        |        |        |        |        |        |        |        |        |        |        |        |
| 1 2 3 4-10 11-30 poniżej 30 dq – dyskwalifikacja - – zawodniczka nie wystartowała |           |          |          |          |          |        |        |        |        |        |        |        |        |        |        |        |        |        |        |        |        |        |        |        |        |        |        |        |        |        |        |        |        |        |        |        |        |        |        |

## FIS Cup

### Miejsca w klasyfikacji generalnej
| Sezon     | Miejsce |
| --------- | ------- |
| 2022/2023 | 14.     |

### Miejsca na podium w konkursach indywidualnych FIS Cupu chronologicznie
| Lp. | Dzień       | Rok  | Miejscowość | Skocznia               | Punkt K | HS     | Skok 1  | Skok 2 | Nota      | Lok. | Strata   | Zwyciężczyni    |
| --- | ----------- | ---- | ----------- | ---------------------- | ------- | ------ | ------- | ------ | --------- | ---- | -------- | --------------- |
| 1.  | 27 sierpnia | 2022 | Einsiedeln  | Andreas Küttel-Schanze | K-105   | HS-117 | 100,5 m | 99,0 m | 203,1 pkt | 3.   | 19,6 pkt | Nicole Konderla |

### Miejsca w poszczególnych konkursachFIS Cupu
| Źródło                                                                            | Źródło  | Źródło     | Źródło     | Źródło | Źródło | Źródło  | Źródło  | Źródło  | Źródło  | Źródło  | Źródło  | Źródło  | Źródło  | Źródło | Źródło | Źródło | Źródło | Źródło | Źródło | Źródło | Źródło | Źródło | Źródło | Źródło | Źródło | Źródło | Źródło | Źródło | Źródło | Źródło | Źródło | Źródło | Źródło | Źródło | Źródło | Źródło | Źródło | Źródło | Źródło |
| --------------------------------------------------------------------------------- | ------- | ---------- | ---------- | ------ | ------ | ------- | ------- | ------- | ------- | ------- | ------- | ------- | ------- | ------ | ------ | ------ | ------ | ------ | ------ | ------ | ------ | ------ | ------ | ------ | ------ | ------ | ------ | ------ | ------ | ------ | ------ | ------ | ------ | ------ | ------ | ------ | ------ | ------ | ------ |
| Sezon 2022/2023                                                                   |         |            |            |        |        |         |         |         |         |         |         |         |         |        |        |        |        |        |        |        |        |        |        |        |        |        |        |        |        |        |        |        |        |        |        |        |        |        |        |
| Szczyrk                                                                           | Szczyrk | Einsiedeln | Einsiedeln | Kranj  | Kranj  | Villach | Villach | Szczyrk | Szczyrk | Villach | Villach | Oberhof | Oberhof | punkty | punkty | punkty | punkty | punkty | punkty | punkty | punkty | punkty | punkty | punkty | punkty | punkty | punkty | punkty | punkty | punkty | punkty | punkty |        |        |        |        |        |        |        |
| -                                                                                 | -       | 3          | 4          | 18     | 7      | 15      | 13      | -       | -       | -       | -       | -       | -       | 195    | 195    | 195    | 195    | 195    | 195    | 195    | 195    | 195    | 195    | 195    | 195    | 195    | 195    | 195    | 195    | 195    | 195    | 195    |        |        |        |        |        |        |        |
| Legenda                                                                           |         |            |            |        |        |         |         |         |         |         |         |         |         |        |        |        |        |        |        |        |        |        |        |        |        |        |        |        |        |        |        |        |        |        |        |        |        |        |        |
| 1 2 3 4-10 11-30 poniżej 30 dq – dyskwalifikacja - – zawodniczka nie wystartowała |         |            |            |        |        |         |         |         |         |         |         |         |         |        |        |        |        |        |        |        |        |        |        |        |        |        |        |        |        |        |        |        |        |        |        |        |        |        |        |